# Hillside (Illinois)
Hillside – wieś w Stanach Zjednoczonych, w stanie Illinois, w hrabstwie Cook.